# Tereszpol
Tereszpol è un comune rurale polacco del distretto di Biłgoraj, nel voivodato di Lublino.
Ricopre una superficie di 144,01 km² e nel 2006 contava 3 993 abitanti.